# Louis Savary
Pour les articles homonymes, voir Savary.
Louis Savary, né le 27 août 1938 à Wasmes (province de Hainaut), est un comédien, animateur socioculturel, scénariste de cinéma et de bande dessinée belge francophone.

## Biographie
Louis Savary naît le 27 août 1938 à Wasmes, actuellement une section de la commune de Colfontaine dans le Borinage.
Il est élève à l'athénée de Dour. Adolescent, il aime le théâtre, qui lui donne le goût d'écrire des poèmes. Il fait du théâtre, comme cinéaste, il tourne des films en Super 8, il chante avec son ami Jean-Claude Derudder, bourlingué par les terrils ou par autres monts et vaux, il est un éducateur qui selon Marcel Leroy est « bienveillant, attentif, généreux, rigolo ». D'où la chanson de ses aphorismes.
Sur plus de quarante recueils de poésie, une trentaine sont tissés d'aphorismes.
Il est animateur socioculturel en expression corporelle, art dramatique et cinéma. Auteur : nouvelle, théâtre, radio, et chanson wallonne. Il est également membre de la société des auteurs belges et de la société des auteurs et compositeurs dramatiques (SACD). Comédien. Cinéaste . Il est coordinateur de l'association sans but lucratif Multi-média au Centre culturel de la région de Mons.
Il participe à de nombreuses anthologies : Belgique, Suisse, France, Roumanie.
En 1960, il publie son premier ouvrage La Mère folie aux éditions Grassin. Pour ses poèmes, il avoue que son modèle des débuts est Jacques Prévert. Jusqu'en 1970, il en écrira quatre autres.
En 1978, il se fait le parolier en chanson française de Marc Farell pour qui il écrit la chanson Confidence pour confidence. Le single sort chez Omega international. Cette chanson est dans la sélection nationale pour représenter la Belgique au concours Eurovision de la chanson de la même année.
En 1980, une poignée de comédiens issus du Borinage dont Louis Savary et Jean-Claude Derudder créent le Collectif Théâtre. Ils sortent alors de l'expérience étonnante du  Kloak Groupe Théâtre.
Il aborde la bande dessinée aux côtés du dessinateur Antonio Cossu pour lequel il écrit le scénario d'un épisode de Alceister Crowley : L’Escalier d’Uxmal de 9 planches pour le périodique de bande dessinée Spirou en 1981. 
Il écrit encore un autre court récit de Boskovich : Mais de participer l'important dans la vie n'est pas de gagner écrit en collaboration avec Jean-Claude Derudder et publié dans l'album No man's land dans la collection « Pied Jaloux » aux Humanoïdes associés en 1984. On retrouve également sa signature dans Rêve de chien publié dans la collection « Circus Évasion » des éditions Glénat en 1987.
Puis, toujours pour le même dessinateur, il scénarise encore Les Gorilles de l'apocalypse une reprise de la série fantastique Alceister Crowley en 1990, abandonnée après la publication d'un seul tome par les éditions Alpen Publishers. Il délaisse alors la bande dessinée.
En 1997, il revient à l'écriture après 27 ans avec Le Baroud des Mohabites illustré par Jean-Claude Derudder publié aux éditions en 1997 Debresse. Depuis, il ne cesse de publier.
Il lance l'ouvrage poétique Opium de personne publié aux éditions parisiennes Arcam en 2010,. En 2016, il écrit Maintenant que je suis un vieux singe publié aux éditions Les Presses littéraires. En 2019, il écrit le recueil de poésie Jeter l'encre publié aux éditions Les Presses Littéraires. En 2021, il publie dans la foulée Je n'écris pas de main morte et son cinquantième ouvrage Sables émouvants, chez le même éditeur.
En outre, il est contributeur régulier aux revues littéraires : Comme un Terrier dans l'Igloo (Lompret), La Braise et l'Étincelle (Colombe), La Cigogne (Bruxelles), L'Aconique (Bruxelles), L'Aéro-Page (Dijon Lac), L'Arme de l'Écriture (Grenoble), La Lettre de Jean Hautepierre (Paris), La Gouttière (Durfort), L'Arche d'Ouvèze (Vaison-la-Romaine), La Pensée wallonne (Saint-Symphorien), La République des Poètes (Fontenay-aux-Roses), Le Journal à Sajat (Paris), Le Passager Clandestin (Sète), Œil de Fennec (La Celle-sous-Gouzon), Parole (La Rochelle), Rétroviseur (Noyelles-sous-Lens).
Il est membre de l'Association des écrivains belges de langue française.

### Vie privée
Il habite tout en haut du bourg de Wasmes dans la maison de ses parents, non loin d'une maison où Vincent Van Gogh a découvert le métier de pasteur et le goût du dessin. Il partage sa vie avec l'artiste peintre Nadine Fiévet.

## Œuvres

### Publications
- La Mère folie, Paris, Grassin, 1960
- L’Homme-Grenouille, Tournai, Unimuse, 1963
- Les Noces de sable, Rome, Mondo, 1963
- Poèmes dits du haut d’un mât de mercure, Poésie des Limites, 1965
- La Longue Marche des funambules, 1970
- Jean-Claude Derudder (illustrateur), Le Baroud des Mohabites, Paris, Debresse, 1997, 92 p. (ISBN 2-7164-0243-4, BNF 36171922)
- Patricia Eberlding (illustratrice), L'Arbre à papillon, Paris, Werther, 1998 (BNF 37071934)
- L’Enfant sans, Paris, Arcam, 1997 (BNF 36174492)
- Sans concession : aphorismes et autres formules, Paris, Arcam, 1998, 100 p. (ISBN 2-86476-480-6, BNF 36974610)
- Baignade interdite, Paris, Arcam, 1999, 104 p. (ISBN 2-86476-488-1, BNF 37094003)
- Sans sommation, Paris, Arcam, 2000 (BNF 37640081)
- Terre à taire, Paris, Arcam, 2000, 100 p. (ISBN 2-86476-498-9, BNF 37120258)
- Défense de souffler, Paris, Arcam, 2001, 100 p. (ISBN 2-86476-511-X, BNF 37692772)
- Le Théâtre serait-ce ?, Paris, Arcam, 2001, 100 p. (ISBN 2-86476-515-2, BNF 38800398)
- Le Théâtre et si c’était ?, Paris, Arcam, 2002, 100 p. (ISBN 2-86476-526-8, BNF 38915247)
- C’est comme…, Paris, Arcam, 2002 (BNF 39000721)
- Le Théâtre non ce n’est pas !, Paris, Arcam, 2003 (BNF 39000729)
- Misanthrope ma non tropo, Paris, Arcam, 2004, 100 p. (ISBN 2-86476-552-7, BNF 39282593)
- Sens équivoques, Paris, Arcam, 2004 (BNF 39226945)
- La Mort passion, Paris, Arcam, 2005, 100 p. (ISBN 2-86476-555-1, BNF 39981962)
- Mots de passe, Paris, Arcam, 2005, 100 p. (ISBN 2-86476-559-4, BNF 40067502)
- L’Amour à nu, Paris, Arcam, 2006, 100 p. (ISBN 2-86476-563-2, BNF 40231473)
- Livre sans objet, Paris, Arcam, 2007 (BNF 41219091)
- Le B.a.- ba de la bêtise, 2007
- Tabous de nous, Paris, Arcam, 2008, 100 p. (ISBN 2-86476-573-X, BNF 41446538)
- Voici venu le temps des larmes, Paris, Arcam, 2008, 100 p. (ISBN 978-2-86476-577-6, BNF 41446540)
- Haro sur la bête, Mouscron, L’âne qui butine, 2009
- Opium de personne[10],[6], Paris, Arcam, 2009, 100 p. (ISBN 978-2-86476-579-0, BNF 42119875)
- À bout portant, Saint-Estève, Les Presses littéraires, 2010, 100 p. (ISBN 978-2-35073-393-7, BNF 42347380)
- Tant qu’à dire, Saint-Estève, Les Presses littéraires, 2011, 100 p. (ISBN 978-2-35073-433-0, BNF 42580224)
- Un poème nous sépare, Saint-Estève, Les Presses littéraires, 2012, 100 p. (ISBN 978-2-35073-481-1, BNF 42796835)
- Cracheur de mots, Saint-Estève, Les Presses littéraires, 2013, 100 p. (ISBN 978-2-35073-808-6, BNF 43773644)
- Je tue[21] !!, Saint-Estève, Les Presses littéraires, 2014, 100 p. (ISBN 978-2-35073-910-6, BNF 43905426)
- Ite missa est, Saint-Estève, Les Presses littéraires, 2015, 100 p. (ISBN 979-10-310-0067-1, BNF 45016760)
- Je suis poète, Saint-Estève, Les Presses littéraires, 2015, 100 p. (ISBN 979 1031000671)
- Maintenant que je suis un vieux singe[2], Saint-Estève, Les Presses littéraires, 2016, 100 p. (ISBN 979-10-310-0211-8, BNF 45173006)
- Les Mythes de la mémoire, Saint-Estève, Les Presses littéraires, 2017, 100 p. (ISBN 979-10-310-0363-4, BNF 45406413)
- Jeter l'encre[15], Saint-Estève, Les Presses littéraires, 2019, 102 p. (ISBN 979-10-310-0593-5, BNF 46669409)
- Je n'écris pas de main morte[16], Saint-Estève, Les Presses littéraires, 2020, 100 p. (ISBN 979-10-310-1047-2, BNF 46679739)
- Sables émouvants[18],[19],[17], Saint-Estève, Les Presses littéraires, 2021, 100 p. (ISBN 979-10-310-1151-6, BNF 46902818)

#### Écrits
- Yvon Givert (interviewé par Louis Savary), « Portrait d'auteur - Givert, à corps et à cri », Lectures, no 43,‎ mai-juin 1988, p. 10-11 (lire en ligne, consulté le 30 septembre 2023).

#### Albums de bande dessinée
Alceister Crowley
- Alceister Crowley, Dupuis, coll. « Carte Blanche », Marcinelle, 1985
Scénario : Louis Savary - Dessin : Antonio Cossu - Couleurs : quadrichromie -  (ISBN 2-8001-1164-X)
- Les Gorilles de l’apocalypse, Alpen Publishers, Genève, 1990
Scénario : Louis Savary - Dessin : Antonio Cossu - Couleurs : Jean-Luc Cornette -  (ISBN 2-7316-0819-6),Aide au décors : Ronald R.

##### One shots
- No man's land[12], Les Humanoïdes associés, coll. « Pied Jaloux », Paris, mai 1984
Scénario : Michel Jamsin, Louis Savary, Jean-Claude Derudder - Dessin : Antonio Cossu - Couleurs : quadrichromie -  (ISBN 2-7316-0289-9),Participation : Boskovich avec Jean-Claude Derudder, Mais de participer l'important dans la vie n'est pas de gagner.

- Rêve de chien, Glénat, coll. « Circus Évasion », Grenoble, 1987
Scénario : Jean-Luc Fromental, Louis Savary - Dessin : Philippe Berthet, Antonio Cossu, Louis Joos -  (ISBN 2-7234-0848-5)

### Discographie
- 1978 : Confidence pour confidence[9], interprète : Marc Farell, Omega International (36.509).
- 1988 : Le Vieux Rat[22], interprète : Marc Farell, BLM / Baldo Music (14.102).

### Filmographie
- In Vino Veritas[23], scénariste, court-métrage de Manuel Gómez, 7 min, 1998.

#### Livres
: document utilisé comme source pour la rédaction de cet article.
- Le 9e Rêve no 6, Bruxelles, Institut Saint-Luc de Bruxelles, École de recherche graphique, 2006, 144 p. (présentation en ligne), p. 70.
- Philippe Mellot, Michel Denni, Laurent Turpin et Isabelle Morzadec, Trésors de la bande dessinée : BDM 2022-2023 - Catalogue encyclopédique et Argus, Paris, Les Arènes, novembre 2022, 23e éd., 1677 p., ill. ; 23 cm (ISBN 9791037507280, OCLC 1351462460, présentation en ligne), p. 45. .

#### Émissions de télévision
- Tea Time : Thé White Monkey pour Nadine Fiévet et Louis Savary !, présentation Géraldine Rutsaert, émission du 22 février 2017, sur Télé MB, (23 min 31 s).